# Umata
L’île Umata est une île sur le fleuve Congo. Elle est située en République démocratique du Congo, entre Mombongo et Basoko. Elle mesure près de 20 km en longueur.